# Represa de Los Reyunos
Represa de Los Reyunos är en dammbyggnad i Argentina.   Den ligger i provinsen Mendoza, i den centrala delen av landet, 900 km väster om huvudstaden Buenos Aires. Represa de Los Reyunos ligger 985 meter över havet.
Terrängen runt Represa de Los Reyunos är platt åt nordost, men åt sydväst är den kuperad. Terrängen runt Represa de Los Reyunos sluttar österut. Runt Represa de Los Reyunos är det mycket glesbefolkat, med 5 invånare per kvadratkilometer.. 
Omgivningarna runt Represa de Los Reyunos är i huvudsak ett öppet busklandskap.